# Ризвич, Муневер
Муневер Ризвич (босн. Munever Rizvić) (4 ноября 1973, Тузла) — боснийский футболист, защитник. Играл за сборную Боснии.

## Карьера
Начал карьеру в клубе «Будучност». В 2001—2004 годах играл в российском клубе «Москва». В высшей лиге сыграл 91 матч и забил 1 гол. В нескольких матчах был капитаном команды. Завершил карьеру в казахстанском «Актобе».

## Тренерская карьера
Являлся главным тренером и спортивным директором «Будучности», работал в фотоателье «Ризвич-ПРИНТ».
Отец троих детей.